# Hoplocheiloma
Hoplocheiloma is een vliegengeslacht uit de familie van de spillebeenvliegen (Micropezidae).

## Soorten
- H. fasciata (Fabricius, 1775)